# Audiologista
Audiologista é o especialista em Audiologia.  Denominado anteriormente por Técnico de Audiologia ou Técnico de Audiometria. 
Se um Audiologista determina a existência de uma perda de audição ou anomalia vestibular, ele irá fornecer recomendações para o paciente em relação às opções que o podem ajudar (por exemplo, aparelhos auditivos, implantes auditivos e/ou fornecer um adequado encaminhamento médico). 
Em Portugal, o Audiologista é o Técnico Superior de Diagnóstico e Terapêutica com uma formação adequada para uma correta avaliação e reabilitação da função auditiva e vestibular a pacientes de todas as idades. 
No Brasil, diferentemente de outros países, esse profissional é chamado Fonoaudiólogo, que atua em diversas áreas, incluindo a Audiologia.
Os audiologistas têm como principal atribuição restabelecer o funcionamento adequado da função auditiva, acompanhar a implantação de próteses e prover exercícios para a reabilitação do som. Desta forma, é necessário ser um especialista na área com profundos conhecimentos sobre o processamento do som. O fonoaudiólogo especialista em audiologia realiza exames audiológicos e otoneurológicos, sendo eles: audiometria tonal limiar, audiometria vocal, índice de reconhecimento de fala, imitanciometria acústica, provas de função tubária, teste de reflexos estapedianos, emissões otoacústicas, audiometria de tronco encefálico, potenciais evocados de curta, média e longa latência, monitoração transoperatória em neurocirurgias, vectoeletronistagmografia e exames de processamento auditivo central.
Este profissional deverá ser consultado regularmente, desde os primeiros dias de vida, onde será realizada uma avaliação da capacidade auditiva (imitanciometria ou, como é mais conhecido, "teste da orelhinha"). Posteriormente, deverá retornar para nova avaliação ao iniciar a alfabetização na idade escolar, ou, quando apresentar quaisquer sintomas como dor, sensação de ouvido tapado, tonturas, zumbidos (chiados), estalos e dificuldades para ouvir.
Um dos exames de rotina é a audiometria que avalia a audição das pessoas. Ao ser detectado qualquer alteração auditiva por esse exame que permite medir o grau e tipo de alteração, medidas preventivas ou terapêuticas deverão ser tomadas, evitando assim o agravamento.
Quando se deve procurar um audiologista?
Deverá ser procurado esse profissional quando sentir dificuldade auditiva, presença de sinais ou sintomas auditivos ou otológicos, antecedentes familiares com problemas auditivos, desenvolvimento de linguagem alterado, dificuldade para escutar em lugares em que as fontes sonoras estão distantes (cinemas, palestras, salas de reuniões, teatros, dentre outros), dificuldade para escutar televisão e/ou telefone e, também, dificuldade para entender o que as pessoas falam.
Tratamento da perda de audição
Um dos tratamentos oferecidos para a perda de audição e zumbido é o aparelho auditivo, onde o fonoaudiólogo especialista em audiologia acompanhará e auxiliará no processo de adaptação, esclarecendo as dúvidas e dando todas as orientações para o melhor aproveitamento dos recursos disponíveis no tratamento. Além disso, o tratamento da perda de audição favorecerá a plasticidade cerebral e retorno das habilidades auditivas prejudicadas, que com acompanhamento semanal e por fim mensal, poderá melhorar e muito a qualidade de vida do paciente. Portanto, somente o especialista na área conseguirá indicar e tratar de forma eficiente a perda de audição.
Reabilitação auditiva
Fatores como detecção, diagnóstico precoce e intervenção são  determinantes para o desenvolvimento da audição e da linguagem. Além disso, o uso de dispositivos eletrônicos como os aparelhos de amplificação sonora (AASI) e o implante coclear (IC) são outros fatores que vai impactar diretamente no prognóstico, sendo necessário fazer o uso efetivo, calibrar corretamente, além da necessidade da participação e apoio da família.
Na Política Nacional de Atenção à Saúde Auditiva (PNASA) foi determinado que a intervenção fonoaudiológica acontecesse de maneira imediata após o diagnóstico. Nesse sentido, dando os primeiros passos como a utilização do dispositivo eletrônico, o acolhimento, as orientações e determinação de expectativas aos responsáveis.
Inicialmente, a reabilitação auditiva irá priorizar a função auditiva por meio do uso dos dispositivos eletrônicos para assim posteriormente o paciente consiga desenvolver e construir a linguagem falada e isso deve ser feito envolvendo a família em todo processo.
Fatores que influenciam o desenvolvimento:
- Idade

Diagnóstico
Início da habilitação e reabilitação auditiva
Terapia fonoaudiológica
- Características da perda auditiva
- Capacidade e desempenho
- Tecnologia e acompanhamento audiológico
- Desenvolvimento global do paciente
- Terapia fonoaudiológica especializada
- Participação da família

Alguma das habilidades auditivas que serão trabalhadas são  memória auditiva, localização sonora, figura e fundo auditivo, habilidades de análise e síntese auditiva, além dos traços distintivos dos fonemas da fala, desenvolvendo assim a atenção auditiva e fala. É preciso estimular o cérebro e fornecer elementos consistentes para ele adaptar às novas condições e dar as respostas efetivas à estimulação.